# Hans Christian Blech
Pour les articles homonymes, voir Blech.

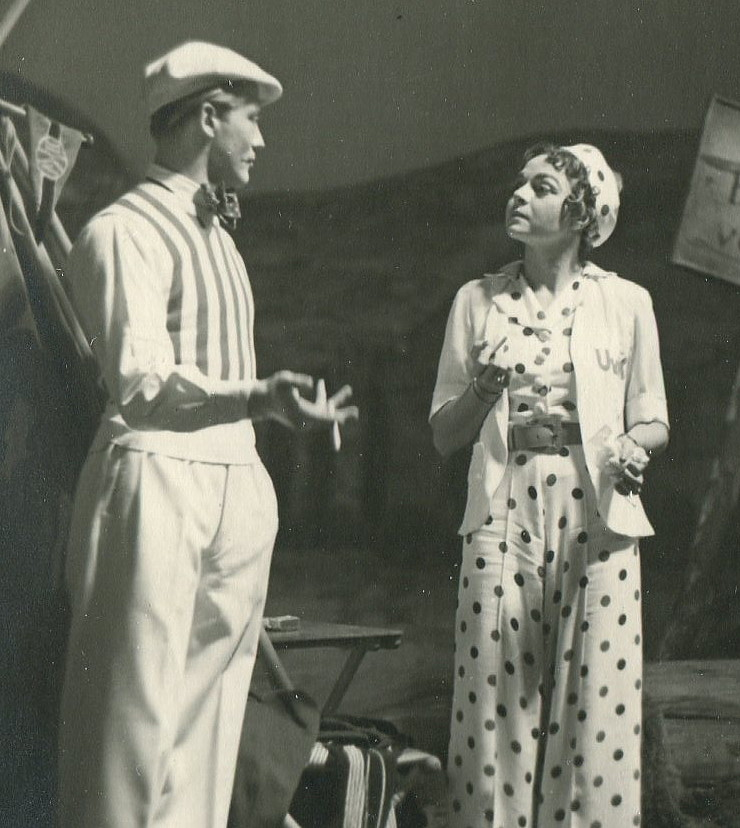
Hans Christian Blech

Hans Christian Blech, né le 20 février 1915 à Darmstadt et mort le 5 mars 1993 à Munich, est un acteur allemand ayant travaillé aussi bien en Allemagne qu'à Hollywood.

## Biographie
Fils d'un fonctionnaire, Blech entre à l'école du théâtre dans sa ville natale et fait ses débuts à Baden-Baden. Il joue dès 1937 à Kiel, Fribourg et Leipzig. En 1939, il se lance dans le cinéma dans Der letzte Appell aux côtés d'Emil Jannings, film dans lequel il campe un matelot révolutionnaire. Mais ce film reste inachevé à cause de la guerre. En 1940, il est enrôlé dans la Wehrmacht et combat sur le front de l'Est, où il est victime d'un accident de voiture qui lui laissera une cicatrice au visage. Il finit la guerre en captivité en Grande-Bretagne.
À partir de 1947, il joue au théâtre Kammerspiele à Munich, puis en 1955 il se produit dans d'autres grands théâtres : Hambourg, au Volksbühne Berlin, au Schauspielhaus de Zurich, Francfort-sur-le-Main, Stuttgart et au Burgtheater de Vienne. Durant cette période, il collabore avec Erich Engel, Heinz Hilpert, Bertolt Brecht, Fritz Kortner ainsi que Hans Schweikart et joue entre autres dans Woyzeck et La Mort de Danton de Georg Büchner, Maître Puntila et son valet Matti de Brecht et Richard III de Shakespeare.
Sa carrière cinématographique débute réellement en 1948 avec la DEFA dans L'Affaire Blum où il interprète un tueur perfide. Par la suite, il incarne souvent un militaire allemand (Le Jour le plus long, Le Pont de Remagen), parfois désabusé (La Bataille des Ardennes), mais également un détenu dans un camp de prisonniers (L'Enclos) ou un résistant (Morituri). Sa maîtrise du français et de l'anglais lui ouvre la voie à de grosses productions hollywoodiennes et françaises, il collabore avec Bernhard Wicki, Anatole Litvak, Ken Annakin et John Guillermin, mais aussi avec Claude Chabrol et Patrice Chéreau ainsi qu'avec des réalisateurs du nouveau cinéma allemand, tels Wim Wenders et Hans W. Geißendörfer.
Au milieu des années 1970, il se fait plus présent à la télévision où il incarne souvent des personnages brisés.
Marié depuis 1952 avec l'actrice Erni Wilhelmi, Hans Christian Blech décède d'une crise cardiaque à Munich le 5 mars 1993.

## Filmographie sélective
- 1948 : L'Affaire Blum (Affaire Blum) de Erich Engel : Karlheinz Gabler
- 1950 : Épilogue - Le mystère de l'Orplid (Epilog : Das Geheimnis der Orplid) de Helmut Käutner : Martin Jarzombeck
- 1951 : Le Traître (Decision Before Dawn) d'Anatole Litvak : sergent Rudolf 'Tiger' Barth
- 1954 : 08/15 de Paul May : sergent Platzek
- 1955 : 08/15 s'en va-t-en-guerre (08/15 - Zweiter Teil) de Paul May : sergent Platzek
- 1955 : Des enfants, des mères et un général (Kinder, Mütter und ein General) de Laslo Benedek : le sergent
- 1955 : 08/15 Go Home  (08/15 - In der Heimat) de Paul May : sergent Platzek
- 1958 : Un homme se penche sur son passé de Willy Rozier
- 1961 : L'Enclos d'Armand Gatti : Karl Schongauer
- 1962 : Le Jour le plus long (The Longest Day) de Ken Annakin, Andrew Marton et Bernhard Wicki : Major Werner Pluskat
- 1964 : La Rancune (The Visit) de Bernhard Wicki : capitaine Dobrik
- 1965 : Morituri de Bernhard Wicki : Donkeyman
- 1965 : La Bataille des Ardennes (Battle of the Bulge) de Ken Annakin : Conrad
- 1966 : La Voleuse de Jean Chapot : Radek Kostrowicz
- 1969 : Le Pont de Remagen (The Bridge at Remagen) de John Guillermin : Capitaine Carl Schmidt
- 1970 : Cardillac de Edgar Reitz : Cardillac
- 1970 : Le Client de la morte saison de Moshé Mizrahi
- 1973 : La Lettre écarlate (Der Scharlachrote Buchstabe) de Wim Wenders : Roger Chillingworth
- 1973 : Giordano Bruno de Giuliano Montaldo : Sartori
- 1974 : La Chair de l'orchidée de Patrice Chéreau : Gyula Berekian
- 1975 : Faux Mouvement (Falsche Bewegung), de Wim Wenders : Laertes
- 1975 : Les Innocents aux mains sales de Claude Chabrol : Le juge
- 1975 : Il faut vivre dangereusement de Claude Makovski : Ritter
- 1976 : L'Appât (Zerschossene Träume) de Peter Patzak : Frank
- 1978 : Le Couteau dans la tête (Messer im Kopf) de Reinhard Hauff : Anleitner
- 1980 : Nasvidenje v naslednji vojni (en) de Zivojin Pavlovic
- 1981 : Collin (TV) de Peter Schulze-Rohr : Wilhelm Urack
- 1982 : La Montagne magique (Der Zauberberg) de Hans W. Geissendörfer : Hofrat Behrens
- 1985 : Colonel Redl (Oberst Redl) de István Szabó : Colonel von Roden
- 1988 : Cinéma (TV) de Philippe Lefebvre : Gottlieb
- 1992 : Mademoiselle Fifi ou Histoire de rire (TV) de Claude Santelli : le major